# Aoiz
Aoiz (cooficialmente en euskera: Agoitz) es una villa y un municipio español de la Comunidad Foral de Navarra, cabeza del partido judicial homónimo, situado en la merindad de Sangüesa, en la comarca homónima y a 28 km de la capital de la comunidad, Pamplona. Su población en 2017 fue de 2561 habitantes (INE).
Su gentilicio es agoizko o agoiztarra, tanto en masculino como en femenino.

## Toponimia
Las menciones más antiguas de este topónimo datan del siglo XI, cuando se le menciona ya como Aoiz (1042) y también como Ahoiz. Variantes similares se han utilizado en la Edad Media para nombrar este villa; Aoitz (siglo XIII), Aoytz, Aoyc, Aoyz o Haoiç; aunque acabaría imponiéndose frente a todas ellas la de Aoiz.
Sobre el origen etimológico de este nombre, cabe incluirlo dentro de la numerosa nómina de topónimos vasco-navarros que finalizan con el sufijo -iz. Siguiendo las teorías de filólogos como Julio Caro Baroja estos derivarían de un nombre propio (el del propietario originario de la finca sobre la que se construyó la localidad) unida a un genitivo latino. El filólogo Alfonso Irigoyen se ocupó de estudiar este topónimo y propuso que el nombre de persona Aio se escondía en el origen del nombre de la localidad. El nombre Aio ya se usaba en la Hispania romana y siguió vigente hasta la Edad Media. Irigoyen cita en sus trabajos una inscripción romana de San Vicente de Alcántara en la que se lee Camilius / Arrus / Aionis, donde Aionis es el genitivo de Aio. De Aionis se llega a obtener Aoiz siguiendo los siguientes pasos:
- Se pierde la -n- intervocálica, un fenómeno habitual en euskera Aionis->Aiois
- La s final se convierte en z, otro fenómeno habitual en euskera Aiois->Aioiz.
- Se cae la primera i. Aioiz->Aoiz.

El nombre normativo vasco de la localidad es Agoitz. Al no estar fijada la denominación en vasco de la localidad hasta fechas recientes, los vascoparlantes contemporáneos solían llamar a esta localidad de diversas formas: Aoiz, Aoitz o Agoitz. Finalmente la Academia de la Lengua Vasca optó por oficializar esta última que se ha acabado imponiendo. Agoitz se trata de una forma relativamente moderna surgida por evolución de la más antigua Aoiz. Se encuentra documentada desde comienzos del siglo XVIII. Se ha solido utilizar indistintamente en vasco y castellano; al igual que Aoiz se ha utilizado también en ambos idiomas.
Agoitz pasó a ser cooficial en la década de 1990.

## Símbolos

### Escudo
Su escudo data del 22 de junio de 1494 en que se lo concedieron los reyes Catalina y Juan de Albret. Dice así el documento:

Por las presentes concedemos, otorgamos y damos por Armas de la dicha villa una Corona entre dos Espadas en campo colorado, que sea la Corona de oro, las Espadas argentadas, pomo, crucetas y conteras doradas; las cuales dichas armas, de hoy data de la presente, en adelante, a perpetuo las traigan e tengan por especiales Armas por Nos a ellos dadas para la dicha Villa.

En las vidrieras del Palacio de la Diputación aparecen pintadas con los mismos colores y metales, lo mismo que en el Libro de la Armería Real de Navarra.

### Bandera
La bandera de Aoiz está formada por un paño rectangular de proporciones 2/3 de color blanco con el escudo de la villa en el centro en sus esmaltes.

## Geografía

Situación del municipio de Aoiz en Navarra y en la Merindad de Sangüesa.

La villa de Aoiz se sitúa en la parte nororiental de la Comunidad Foral de Navarra dentro de la denominada geográficamente cuenca de Lumbier-Aoiz, a su vez dentro de las Cuencas Prepirenaicas. Su término municipal tiene 13,54 km² y limita con el municipio de Lónguida por todo su perímetro.
| Noroeste: Lónguida                    | Norte: Lónguida     | Nordeste: Lónguida |
| Oeste: Lónguida                       |                     | Este: Lónguida     |
| Suroeste: Lónguida (Ecay de Lónguida) | Sur: Lónguida (Aós) | Sureste: Lónguida  |

La villa de Aoiz se asienta en el margen derecho del río Irati, el cual atraviesa el municipio de noreste a suroeste a una altitud de 504 m s. n. m. Su paisaje se caracteriza por ser el propio de la Navarra Media, con formas onduladas. De los montes de la zona sobresale la Peña de Izaga con 1353 m s. n. m.

### Clima
El clima de la zona es templado, con influencias oceánicas y continentales. Todas las estaciones del año se alternan de forma regular y armoniosa. Tiene una temperatura media anual es de 16 °C y un índice de precipitaciones anual de 900 mm.
| 1991-2009                     | Ene  | Feb  | Mar  | Abr  | May  | Jun  | Jul  | Ago  | Sep  | Oct   | Nov   | Dic   | Año   |
| ----------------------------- | ---- | ---- | ---- | ---- | ---- | ---- | ---- | ---- | ---- | ----- | ----- | ----- | ----- |
| Temperatura media (°C)        | 4,7  | 5,6  | 8,7  | 10,5 | 14,9 | 18,9 | 20,9 | 21,1 | 17,0 | 13,2  | 8,1   | 5,2   | 12,4  |
| Temperatura máxima media (°C) | 9,1  | 10,9 | 14,5 | 16,0 | 21,1 | 25,7 | 28,4 | 28,6 | 23,4 | 18,5  | 12,6  | 9,3   | 18,2  |
| Temperatura mínima media (°C) | 1,0  | 1,2  | 3,5  | 5,3  | 8,9  | 12,4 | 14,2 | 14,7 | 11,5 | 8,7   | 4,3   | 1,7   | 7,3   |
| Precipitación (mm)            | 79,0 | 84,8 | 77,5 | 88,2 | 59,5 | 57,7 | 36,0 | 36,6 | 81,3 | 108,0 | 100,7 | 106,4 | 915,7 |

### Embalse de Itoiz
Situado muy cercano al pueblo de Aoiz, entre los valles de Arce y Lónguida, toma su nombre de uno de los pueblos que inunda. Tiene 125 m de altura y 600 m de anchura y llega hasta los 35 km.
Su polémica se origina desde el inicio de su construcción al afectar a tres enclaves calificados como reservas naturales (Txintxurrenea, Gaztelu e Iñarbe), con sus respectivas bandas de protección y dos ZEPAs (Zona de Especial Protección de Aves) creadas por la Comunidad Económica Europea. Resumidamente podemos decir que, el Gobierno de Navarra en su día creó una Ley que protegía esos espacios naturales, posteriormente aprobó una ley que ampliaba la protección de esas zonas (Ley Foral 6/1987) creando una banda de protección, justo cuando se estaba proyectando el pantano que pasaba justo por mitad de ellas.
El contencioso promovido por los opositores –cuya coordinadora anti-pantano, Coordinadora de Itoiz, fue creada en 10 de mayo de 1985 y contó con el apoyo de Greenpeace, que realizó actos contra la decisión del Gobierno de Navarra–, llegó a la Audiencia Nacional que dictó Sentencia de 29 de septiembre de 1995, por la que se anuló la Resolución del Ministerio de Obras Públicas y Urbanismo, de 2 de noviembre de 1990, que había aprobado el expediente de información pública y técnica del embalse de Itoiz (Navarra).
Interpuesto Recurso de Casación contra dicha Sentencia de la AN, la Sección Tercera de la Sala de lo Contencioso-Administrativo del Tribunal Supremo dictó Sentencia con fecha de 14 de julio de 1997, parcialmente estimatoria, casando la Sentencia recurrida y limitando la nulidad del Proyecto a "la parte en que afecta a los 500 metros de la zona de protección de las Reservas Naturales RN 9, 10 y 11, por lo que el TS avalaba nuevamente las tesis de los opositores, permitiendo el llenado del pantano solo hasta la cota que respetara la ampliación de esos 500 metros de sobreprotección, lo que en la práctica obligaba a reducir su altura a 25 m de los 125 m proyectados y su capacidad disminuía a unos 9,5 hectómetros cúbicos de agua, cuando inicialmente estaba proyectado para 418 hectómetros cúbicos, haciendo inútil la construcción del "Canal de Navarra" que se abastecía por encima de esa cota, por lo que casi habría que demoler el inútil pantano.
Solicitada la ejecución de la Sentencia se acordó, por Auto de 6 de marzo de 1996, la prohibición de llenado del embalse y la suspensión de las obras.
Al haberse dictado durante este proceso una nueva Ley Foral (L.F. 6/1996, de 17 de junio) por el Gobierno de Navarra que hacía disminuir o desaparecer las bandas de protección (ZEPAs) para dichas reservas naturales, se hacía imposible la ejecución de la sentencia del TS de 1997, por lo que la Audiencia Nacional planteó la inconstitucionalidad de dicha Ley ante el Tribunal Constitucional.
El Tribunal Constitucional en su Sentencia de 14 de marzo de 2000, declaró ajustada a Derecho la Ley Foral de 1996, porque, desestimando de que se tratara de una Ley realizada para incumplir una sentencia judicial, declara que: "se desprende con claridad, como antes se ha dicho, que nos encontramos ante una regulación que es no sólo "formalmente" sino intrínsecamente general y no ante una regulación ad casum del legislador de la Comunidad Foral de Navarra", por lo que, en definitiva, no hay quebranto constitucional por parte de dicha ley de 1996, no se puede ejecutar la Sentencia del Supremo y el pantano es legal conforme a la citada ley de 1996.
El recurso al Tribunal de Derechos humanos de Estrasburgo fue rechazado el 27 de abril de 2004.
El hecho cierto es que, durante el trámite judicial, la construcción no fue paralizada y al tiempo de dictarse la resolución judicial se habían ejecutado obras por valor de miles de millones y se había ya empezado también la construcción de los 180 km del "Canal de Navarra" que servía de distribución del agua del pantano y que según las previsiones oficiales permitiría convertir en regadío 57.713 hectáreas, y cuyo presupuesto de 492 millones de euros se había ya duplicado en pocos años, por lo que poco podía hacer el T.C. ante los hechos consumados que se habían producido ya y más ante la amenaza que suponía la sentencia del TS que, según se decía, hubiera paralizado otros 55 proyectos similares. 
El coste de la obra ascendió a 165,59 millones de euros, un 68 % más de lo presupuestado. Para dicho cálculo se cifra en 9 millones de euros el coste del sabotaje realizado por los un grupo de opositores, Solidarios con Itoiz, en el mes de abril de 1996, que además protagonizaron protestas a nivel internacional.
Dentro del contexto de esta obra y de su "coste", una de las mayores jamás proyectadas en Navarra, se debe tener en cuenta que el pantano fue realizado en Navarra cuando Antonio Aragón era el Consejero de Obras Públicas del Gobierno de Navarra y presidente de la Confederación Hidrográfica del Ebro (CHE) y tras ocho años de investigaciones su juicio no llegó a celebrarse porque la Audiencia Provincial falló que el presunto delito de cohecho ya había prescrito. Gabriel Urralburu era presidente del Gobierno de Navarra y fue condenado en 1998 a 11 años de prisión y 780 millones de pesetas de multa (600 por cohecho y 180 por fraude). (En marzo de 2001 el Tribunal Supremo rebajó la pena a 4 años de cárcel al entender que era incompatibles los delitos de cohecho y fraude fiscal). Así mismo, Javier Otano, sucesor en la presidencia de Navarra del Sr. Urralburu, fue también absuelto por prescripción del delito de cohecho por haber pasado más de cinco años desde que existieran indicios sólidos de que percibirá comisiones por valor de un millón de euros, acusación por la que dimitió de su cargo. Y, por último, Luis Roldan, era el Delegado del Gobierno en Navarra, y fue enjuiciado y condenado a 28 años de cárcel (luego elevado a 31 años) por los delitos de malversación de fondos públicos, cohecho, estafa y fraude fiscal. La sentencia consideró probado que Roldán se apropió de 400 millones de pesetas (aproximadamente 2,4 millones €) de fondos reservados y recibió 1800 millones de pesetas en comisiones de obras del Instituto Armado. Junto a Roldán se condenó a 16 años a su testaferro, Jorge Esparza Martín, y a 4 años a su esposa Blanca Rodríguez-Porto.

### Seísmos en la zona
Actualmente diversos grupos ecologistas y sociales continúan su oposición al pantano que ya está construido alegando, básicamente, que, rechazando los informes geológicos oficiales, la ladera puede sufrir un desprendimiento y son perceptibles terremotos periódicos en la zona, basando sus manifestaciones en informes técnicos que contradicen a los anteriores. Dichos informes sobre se basan en la "Sismicidad inducida por el embalse de Itoiz" y la "Estructura geológica del embalse de Itoiz", y están firmados por Antonio Casas Sainz , Doctor en Ciencias Geológicas y profesor de la Universidad de Zaragoza, y Joaquín García Sansegundo, Doctor en Ciencias Geológicas de la Universidad de Oviedo, ambos creen que, de seguir produciéndose los seísmos, "es muy probable que la presa se rompa, provocando gravísimas consecuencias en la zona".
Oficialmente, se ha reconocido un seísmo el 18/9/04 con 4,6 grados en la escala Richter coincidiendo con el llenado del pantano; el Instituto Jaume Almera contabilizó hasta 365 movimientos sísmicos en la zona entre septiembre y diciembre de 2004, mientras que el Instituto Geográfico Nacional registró hasta 240 terremotos en la zona entre marzo de 2004 y abril de 2005.
Por su parte el presidente de la CHE manifestó que los estudios sobre sismicidad realizados por el Instituto Geográfico Nacional, el Instituto Geográfico y Minero de España y por el profesor Ángel Yagüe, confirman la seguridad del pantano.
Los terremotos que pudieran producirse en el entorno del embalse de Itoiz, «serán de baja intensidad y, por supuesto no causarán ningún daño en la presa ni en las poblaciones cercanas», según las conclusiones provisionales a las que han llegado los colegios oficiales de Geólogos y de Ingenieros de Caminos, Canales y Puertos de Madrid, a los que el Ministerio de Medio Ambiente encargó un estudio de seguimiento de los trabajos realizados hasta la fecha sobre la presa de Itoiz . Sobre la sismicidad registrada desde septiembre de 2004 en el entorno de Itoiz, el equipo de expertos no le da importancia y la califica como «sismicidad anticipada por el llenado del embalse» y respecto a los movimientos de la ladera izquierda no descartan "movimientos de carácter puntual" pero los consideran sin trascendencia.
En 2008 se finalizaron las pruebas de llenado por lo que se procederá paulatinamente a su puesta en normal funcionamiento.

## Historia

### Prehistoria y Edad Antigua
Los vestigios prehistóricos hallados en la zona denotan un antiguo poblamiento, si bien la ubicación y el término de Aoiz parecen datar de la época de la romanización. El núcleo de poblamiento surgió durante los siglos I al IV de nuestra era.
El nombre de Aoiz, según los lingüistas es patronímico gentilicio y hace relación al dueño o encargado del fundus o dominio que dependía de una ciudad o municipio romano.

### Edad Media
En el año 924, parte del poblado de Aoiz fue destruido por el califa Abd al-Rahman III. 
De la villa se tiene constancia documental desde el siglo XI, cuando estaba a cargo del conde de Erro (valle cercano a la localidad).
Aoiz formó parte del valle de Lónguida hasta 1424, año en el que se segregó.
En 1479 fue elevada a la categoría de «Buena Villa» por la princesa Doña Magdalena, madre y tutora del rey niño Francisco Febo, recordando la Paz General que se firmó en la villa ante la ermita de San Román después de más de 30 años de guerra civil de Navarra entre agramonteses y beaumonteses.
El acto de paz, en el que los principales jefes rivales clavaron sus espadas en el suelo dio motivo temático al escudo de la localidad que fue otorgado en 1494 por los reyes Catalina y Juan de Albret.
También desde 1479, Aoiz dispuso de representación en las antiguas Cortes de Navarra.

### Edad Moderna
Tras la invasión castellana del Reino de Navarra en 1512, el beaumontés Charles de Góngora, señor de Góngora y Ciordia, capturó en las proximidades de Aoiz a medio millar de partidarios de los reyes navarros mientras se retiraban.

### Edad Contemporánea
Tras la supresión del Tribunal de Comptos y la creación en 1835 de los Partidos judiciales, Navarra quedó dividida en cinco demarcaciones, similares a las Merindades históricas, pues la Merindad de Olite se adjudicó a Tafalla y la de Sangüesa cuya capitalidad pasó a Aoiz.

## Demografía
Aoiz cuenta con una población de 3007 habitantes (INE 2024).
Los datos de la pirámide de población de 2009 se pueden resumir así:
- La población menor de 20 años es el 19,6 % del total.
- La comprendida entre 20-40 años es el 33,32 %.
- La comprendida entre 40-60 años es el 26,46 %.
- La mayor de 60 años es el 20,62 %.

Esta estructura de la población es típica del régimen demográfico moderno, con una evolución hacia el envejecimiento de la población y la disminución de la natalidad anual.
| Gráfica de evolución demográfica de Aoiz entre 1842 y 2021 |
| |
| Población de derecho según los censos de población del INE Población de hecho según los censos de población del INEEn estos censos se denominaba Aoiz: 1842, 1857, 1860, 1877, 1887, 1897, 1900, 1910, 1920, 1930, 1940, 1950, 1960, 1970, 1981 y 1991 |

## Administración y política

### Gobierno municipal
La administración política se realiza a través de un ayuntamiento de gestión democrática cuyos componentes se eligen cada cuatro años por sufragio universal desde las primeras elecciones municipales tras la reinstauración de la democracia en España, en 1979. El censo electoral está compuesto por los residentes mayores de 18 años empadronados en el municipio, ya sean de nacionalidad española o de cualquier país miembro de la Unión Europea. Según lo dispuesto en la Ley Orgánica del Régimen Electoral General, que establece el número de concejales elegibles en función de la población del municipio, la corporación municipal está formada por 11 concejales. La sede del Ayuntamiento de Aoiz está en la calle Nueva 22 de la localidad.
| Periodo   | Nombre                       | Partido | Partido                                |
| --------- | ---------------------------- | ------- | -------------------------------------- |
| 1999-2007 | José Javier Esparza Abaurrea |         | Agrupación Independiente de Aoiz (AIA) |
| 2007-2011 | Francisco José Enguita Moros |         | Agrupación Independiente de Aoiz (AIA) |
| 2011-2019 | Unai Lako Goñi               |         | Euskal Herria Bildu (EH Bildu)         |
| 2019-act. | Ángel Martín Unzué Ayanz     |         | Euskal Herria Bildu (EH Bildu)         |

| Partido político | Partido político                         | 2015  | 2015       | 2011  | 2011       | 2007  | 2007       | 2003  | 2003       | 1999  | 1999       | 1995  | 1995       |
| Partido político | Partido político                         | %     | Concejales | %     | Concejales | %     | Concejales | %     | Concejales | %     | Concejales | %     | Concejales |
|                  | Euskal Herria Bildu (EH Bildu)           | 73,48 | 9          | 59,52 | 7          | —     | —          | —     | —          | —     | —          | —     | —          |
|                  | Partido Socialista de Navarra (PSN-PSOE) | 19,27 | 2          | —     | —          | —     | —          | —     | —          | —     | —          | —     | —          |
|                  | Agrupación Independiente de Aoiz (AIA)   | —     | —          | 32,06 | 4          | 61,93 | 7          | 80,16 | 8          | 54,79 | 5          | 58,54 | 6          |
|                  | Agrupación Plural Aoiz (APA)             | —     | —          | 5,45  | 0          | —     | —          | —     | —          | —     | —          | —     | —          |
|                  | Nafarroa Bai (NaBai)                     | —     | —          | —     | —          | 34,89 | 4          | —     | —          | —     | —          | —     | —          |
|                  | Eusko Alkartasuna (EA)                   | —     | —          | —     | —          | —     | —          | 16,26 | 1          | —     | —          | 8,05  | 0          |
|                  | Euskal Herritarrok (EH)                  | —     | —          | —     | —          | —     | —          | —     | —          | 42,68 | 4          | —     | —          |
|                  | Herri Batasuna (HB)                      | —     | —          | —     | —          | —     | —          | —     | —          | —     | —          | 32,27 | 3          |

### Justicia
Aoiz es cabeza del partido judicial número 2 de Navarra, que engloba a 64 municipios que suman un total de 36.699 habitantes de derecho, según los últimos datos del INE, cerrados a 1 de enero de 2007. La plantilla de jueces consta de dos juzgados de primera instancia e instrucción, con una ratio que sitúa un juez por cada 18.349,5 habitantes. Las instalaciones judiciales acogen también la fiscalía, registro civil, forenses, etc y están ubicadas en la calle José Amitxis, s/n.

## Economía
En la primera mitad del siglo XX la localidad fue un foco manufacturero de gran entidad, en su mayor parte promovido por la Sociedad El Irati, S.A., que constituyó en los alrededores de Aoiz una importante serrería, una moderna industria química y el primer tren de tracción eléctrica de la península ibérica. Todo ello llevó consigo también el fortalecimiento de la localidad como importante centro comercial y funcional de la comarca, hechos estos que continúan permanentes en la actualidad.

## Servicios

### Educación
Educación Primaria y Secundaria
La localidad en 2010 contaba con 2 centros educativos:
- Colegio Público San Miguel, ubicado en la calle Misericordia, en él se imparte Educación infantil y primaria y ofrece los modelos eductivos: A (en castellano con euskera como asignatura), D (en euskera con el castellano como asignatura) y G (solo en castellano).[27] En el curso 2001-2002, contaba con 191 escolares, de los cuales, 129 corresponden a educación primaria y 62 a infantil.[28]

- IES de Aoiz, ubicado en la calle Misericordia, en él se imparte Educación Secundaria Obligatoria, contaba con 96 alumnos en el curso 2001-2002 y también ofrece la posibilidad de elegir los 3 modelos educativos lingüísticos anteriormente descritos.[27][28]

### Sanidad
Atención hospitalaria
Aoiz se encuentra dentro del área hospitalaria de Pamplona, la cual cuenta con 2 hospitales generales con nivel terciario: El Hospital Virgen del Camino y el Hospital de Navarra ambos ubicados en Pamplona, un hospital monográfico de ortopedia y rehabilitación: La Clínica de Ubarmin, ubicada en la localidad de Elcano, cuatro centros de atención especializada (5 de ellos ubicados en Pamplona) y 6 centros de salud mental repartidos en diferentes localidades siendo el más cercano a Aoiz el situado en Burlada.
Atención primaria
Según la zonificación sanitaria de Navarra forma parte de la gran zona sanitaria de Navarra-Este y la zona básica de salud de Aoiz.
La localidad cuenta con un centro de salud situado en la calle Domingo Elizondo.

### Seguridad ciudadana
- Bomberos (voluntarios) de Aoiz.
- Guardia Civil y policía local (alguaciles).
- El taxi clandestino de Mrabih
- Servicio de Ambulancia de D.Y.A Navarra (voluntarios)

### Transportes y comunicaciones
Autobuses interurbanos
La villa está comunicada con la capital de la comunidad, Pamplona, y otras localidades de su entorno, a través de una línea de autobús gestionada por la compañía de autobuses Río Irati. Cuya hora de salida de Aoiz son las 9h, las 10:15h y las 15h de lunes a viernes. Su recorrido es el siguiente:
Aoiz - Ecay de Lónguida - Villaveta - Urroz - Lizoáin - Mendióroz - Eransus - Ibiricu - Egüés - Pamplona.

## Patrimonio

### Monumentos religiosos

#### Iglesia parroquial de San Miguel
De orígenes románicos, tras un incendio en el siglo XIV fue devastada en su mayor parte, volviéndose a erigir en los siglos XV y XVI. De la iglesia primitiva se conserva la torre, de aspecto sólido y macizo.
Cabe destacar, en su interior, la bóveda del coro, siglo XVI, del cantero Juan de Osés, labrada en piedra, con retratos de caballeros y damas de la época, y la barandilla, con alusiones a virtudes y al paso del tiempo.
Significativa también la Pila Bautismal, del siglo XV, policromada y enmarcada en un estilo hispano-flamenco, cuyo pie se encuentra en el Museo del Louvre.
El retablo mayor combina partes del escultor vasco Juan de Ancheta, del siglo XV, así como la estructura barroca del siglo XVIII, cuya autoría pertenece a Juan Tornés. Diseminados por la iglesia, se conservan restos de otras obras de Ancheta, pertenecientes a retablo primitivo , como son el Cristo, la Virgen con el niño, y San Juan Bautista y San Lorenzo, que enmarcan el pequeño retablo de la Virgen gótica de la Misericordia, copatrona de Aoiz junto a San Miguel Arcángel.

#### Monasterio de Aoiz
En el siglo XI hubo un pequeño monasterio dedicado a San Salvador de Zalurribar en la orilla del río Irati, junto al puente medieval de Aoiz.
Cuenta la historia que ese monasterio era propiedad de los Reyes de Navarra, Don García y Doña Estefanía, los cuales estaban prendados de un caballo llamado Ozzaburu, propiedad de un vecino de Aoiz de nombre Fortún López. Según esto, acabaron por cambiar el caballo por el monasterio.
Fortún López terminó por donar el edificio a los frailes del Monasterio de Leyre y a finales del siglo XIX figura en los anales como «ermita con ermitaño». Hoy día no queda vestigio alguno.

## Cultura
Aoiz dispone de diversos grupos culturales:

### Angiluerreka elkartea
La sociedad cultural Angiluerreka Elkartea, fundada en 1986, está formada por nueve grupos culturales en los que participan más de 150 personas, entre los que se encuentran el grupo de danzas Agoizko Dantzari taldea, que con más de cinco siglos de antigüedad es el decano de los grupos culturales de la villa, el grupo de percusión Agoizko Burrunba, Fanfarre Angiluerreka, el grupo de teatro Irati, Angiluerrekako gaitariak, Angiluerreka Txistulari taldea, el grupo de montaña y un equipo de Herri-kirol (deporte tradicional vasco).
También desde esta sociedad se edita la revista El Tuto, siendo ésta la única revista informativa de carácter local y suministrada a todos los hogares gratuitamente.
Angiluerreka realiza diversas actividades en el pueblo y entre otras muchas, recuperó, después de la etapa del franquismo, los carnavales de la localidad, también organiza diversos actos en la programación de las fiestas menores Sanisidros, y desde hace más de trece años prepara la Semana Pre-fiestas. Tiene como objetivo hacer de la cultura popular vasca, un lugar de encuentro entre sus gentes.
Cuenta con una página web donde se puede conocer mejor su historia y sus actividades.

### Asociación cultural Bilaketa
La asociación cultural Bilaketa, comenzó con menos de 300 euros (47 000 pesetas) con los que iniciaron sus actividades en 1976 y, en su 25.º aniversario, en el año 2001 ya gestionaban 300 000 euros. Salvador Gutiérrez Alcántara es su presidente y el único que perteneció a aquel grupo fundador.
Anualmente organiza el Certamen Internacional de Narrativa (Premio Tomás Fermín de Arteta) y de Poesía (Premio Villa de Aoiz) ambos dotados con premios de 4000 en el año en el 2006, cuyo plazo de presentación se cerró el 24 de junio de 2006.
En el año 2005, a la vigésimo novena edición del certamen internacional de poesía se presentaron más de 4278 obras, procedentes de Madrid (478), Cataluña (423), Andalucía (371), País Vasco (256) y Navarra (255). Además se presentaron 221 obras de diferentes países europeos: 142 de Estados Unidos, 406 del resto de América y 91 de otros países.
Por su parte, en la modalidad de narrativa, la asociación recogió más de 3000 relatos cortos, 217 de ellos de Navarra, 2209 del resto de comunidades autónomas, 126 de Europa, 79 de Estados Unidos, 163 del resto de América y 37 de otras procedencias.

### Gastronomía
Es obligación del visitante degustar la costrada típica de la villa o el ajoarriero con langostinos y patata.
Entre los varios establecimientos de hostelería, sobresale el Beti Jai, fundado en 1976 sobresale por su cocina de autor con mayúsculas pero sin perder el sabor de la cocina tradicional de la zona y aparece en las mejores guías gastronómicas. Especialidades: Milhojas de cordero, hongos y foie, lomitos de rape sobre lecho de patata, crema de hongos y verduritas fritas, medallones de magret con jugo de Pedro Ximénez y txapela de hongos salteada, costrada de Aoiz con natillas y canela.

### Deporte
Tras el auge en su día del balonmano, actualmente el fútbol y la pelota son los principales deportes que se practican en la villa. El club de fútbol de la localidad es el Club Deportivo Aoiz.

### Fiestas
Fiestas en la segunda semana de agosto. También las fiestas pequeñas con motivo de las festividades de San Isidro (15 de mayo) y San Miguel (29 de septiembre).
La mayoría de los sábados de todo el año, en Aoiz se puede disfrutar de su vida nocturna y de un gran ambiente musical, joven y divertido en sus bares.

### El Aserradero
El Irati S.A., serrería y destilería situada muy cerca de Aoiz, al margen derecho del río Irati, fue un complejo industrial importantísimo para Navarra y puntero desde su fundación en 1907 (la primera Sociedad Anónima de Navarra).
Trabajaban con la madera que llegaba por el río, en los primeros años, y luego en camiones, serrando los troncos para hacer tablones de madera. Con los restos (leña, despieces, corteza) se obtenía carbón vegetal y ácidos. Llegó a contar con casi 600 empleados en sus mejores años y suministró electricidad a toda la zona.
Su fundador, Domingo Elizondo Cajén, había regresado de Buenos Aires hacía unos años y se unió con diversos amigos suyos argentinos para fundar esta Sociedad Anónima. Tenía dos obsesiones: impedir que entrara madera del extranjero que pudiera competir con la de la zona e intensificar el aprovechamiento de residuos de la serrería para obtener diversos productos químicos. Es Hijo Predilecto de Pamplona y Aoiz, donde también tiene una calle con su nombre.

### Ocio
Visitas al pueblo, disfrute de su gastronomía y de la vida de sus calles.
Visita al hermoso río Irati y sus espectaculares paseos.
Los sábados rondas coperas, música y buen ambiente.
Espectáculos teatrales los sábados por la tarde, películas los domingos.
Para los que gustan del deporte, tanto sábados como domingos se puede disfrutar de partidos del C.D. AOIZ, de todas sus categorías, inclusive el fútbol femenino, y por supuesto el equipo de tercera división en el Nuevo San Miguel.
El pueblo además dispone desde hace unos meses de un polideportivo nuevo, aparte del Frontón Toki Eder, y de unas instalaciones de fitness y natación cubiertos para todo el año.